# Råsunda distrikt
Råsunda distrikt är ett distrikt i Solna kommun och Stockholms län.

## Tidigare administrativ tillhörighet
Distriktet inrättades 2016 och utgörs av en del av området som Solna stad omfattade till 1971, som före 1943 utgjorts av Solna socken.
Området motsvarar den omfattning Råsunda församling hade 1999/2000 och fick 1963 efter utbrytning ur Solna församling.